# Los Ralos
Los Ralos is een plaats in het Argentijnse bestuurlijke gebied Cruz Alta (departement) in de provincie Tucumán. De plaats telt 8.725 inwoners.